# Alpeviol
Alpeviol (Cyclamen) er en slægt med 22 arter, som er udbredt i Europa, Asien og Nordafrika (til og med Somalia), men med tyngdepunktet i Mellemøsten. Det er stauder med stedsegrønne eller vintergrønne, tæppedannende blade. Blomsterne er uregelmæssige med hvide eller røde, bagudbøjede kronblade.
| Beskrevne arter |

- Tidlig alpeviol (Cyclamen coum)
- Græsk alpeviol (Cyclamen graecum)
- Vedbendbladet alpeviol (Cyclamen hederifolium)
- Almindelig alpeviol (Cyclamen persicum)
- Ægte alpeviol (Cyclamen purpurascens)

| Andre arter |

- Cyclamen africanum
- Cyclamen alpinum
- Cyclamen balearicum
- Cyclamen cilicicum
- Cyclamen colchicum
- Cyclamen creticum
- Cyclamen cyprium
- Cyclamen elegans
- Cyclamen intaminatum
- Cyclamen libanoticum
- Cyclamen mirabile
- Cyclamen parviflorum
- Cyclamen peloponnesiacum
- Cyclamen pseudibericum
- Cyclamen repandum
- Cyclamen rohlfsianum
- Cyclamen somalense